# Mesquite (Nevada)
Mesquite  è un comune degli Stati Uniti d'America, situata nella contea di Clark, nello stato del Nevada. Al censimento del 2000 possedeva 9.389 abitanti; nel 2008 la popolazione era stimata in 19.939 abitanti.